# Kush Kumar
Kush Kumar (Hindi कुश कुमार; * 29. Mai 1996 in Dhampur) ist ein ehemaliger indischer Squashspieler.

## Karriere
Kush Kumar begann seine professionelle Karriere im Jahr 2014 und gewann einen Titel auf der PSA World Tour. Seine höchste Platzierung in der Weltrangliste erreichte er mit Rang 90 im Juli 2016. 2014 gewann er mit der indischen Nationalmannschaft die Goldmedaille bei den Asienspielen.

## Erfolge
- Gewonnene PSA-Titel: 1
- Asienspiele: 1 × Gold (Mannschaft 2014)